# Tigridania
Tigridania — рід метеликів підродини Arctiinae.
- Вид Tigridania quadricincta зустрічається в Перу.
- Вид Tigridania magdalenae зустрічається в Колумбії.